# New Holland (Illinois)
New Holland é uma vila localizada no estado americano de Illinois, no Condado de Logan.

## Demografia
Segundo o censo americano de 2000, a sua população era de 318 habitantes.
Em 2006, foi estimada uma população de 312, um decréscimo de 6 (-1.9%).

## Geografia
De acordo com o United States Census Bureau tem uma área de
0,7 km², dos quais 0,7 km² cobertos por terra e 0,0 km² cobertos por água. New Holland localiza-se a aproximadamente 169 m acima do nível do mar.

## Localidades na vizinhança
O diagrama seguinte representa as localidades num raio de 16 km ao redor de New Holland.